# Ф. Емаскулата (Цілком таємно)

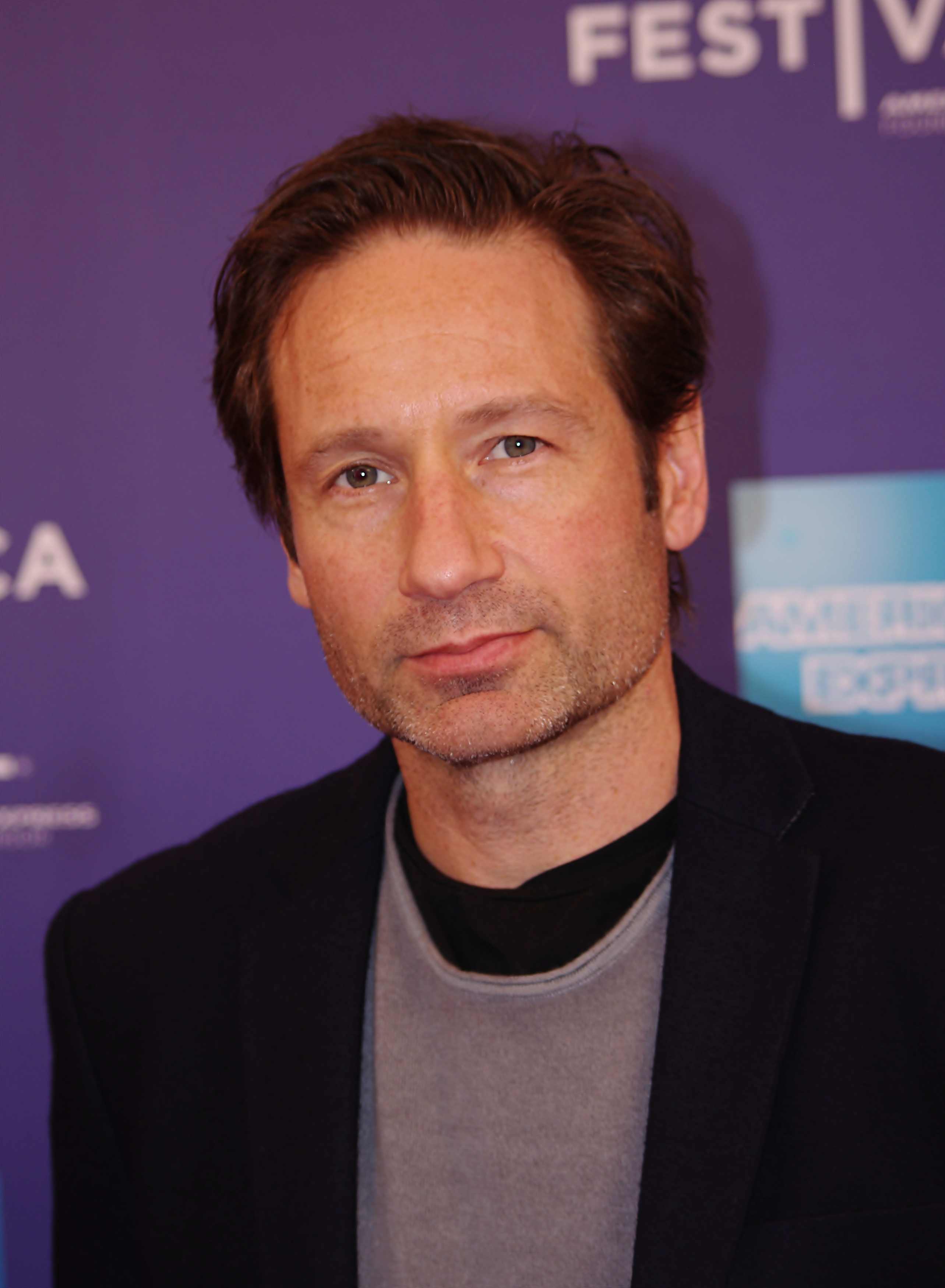

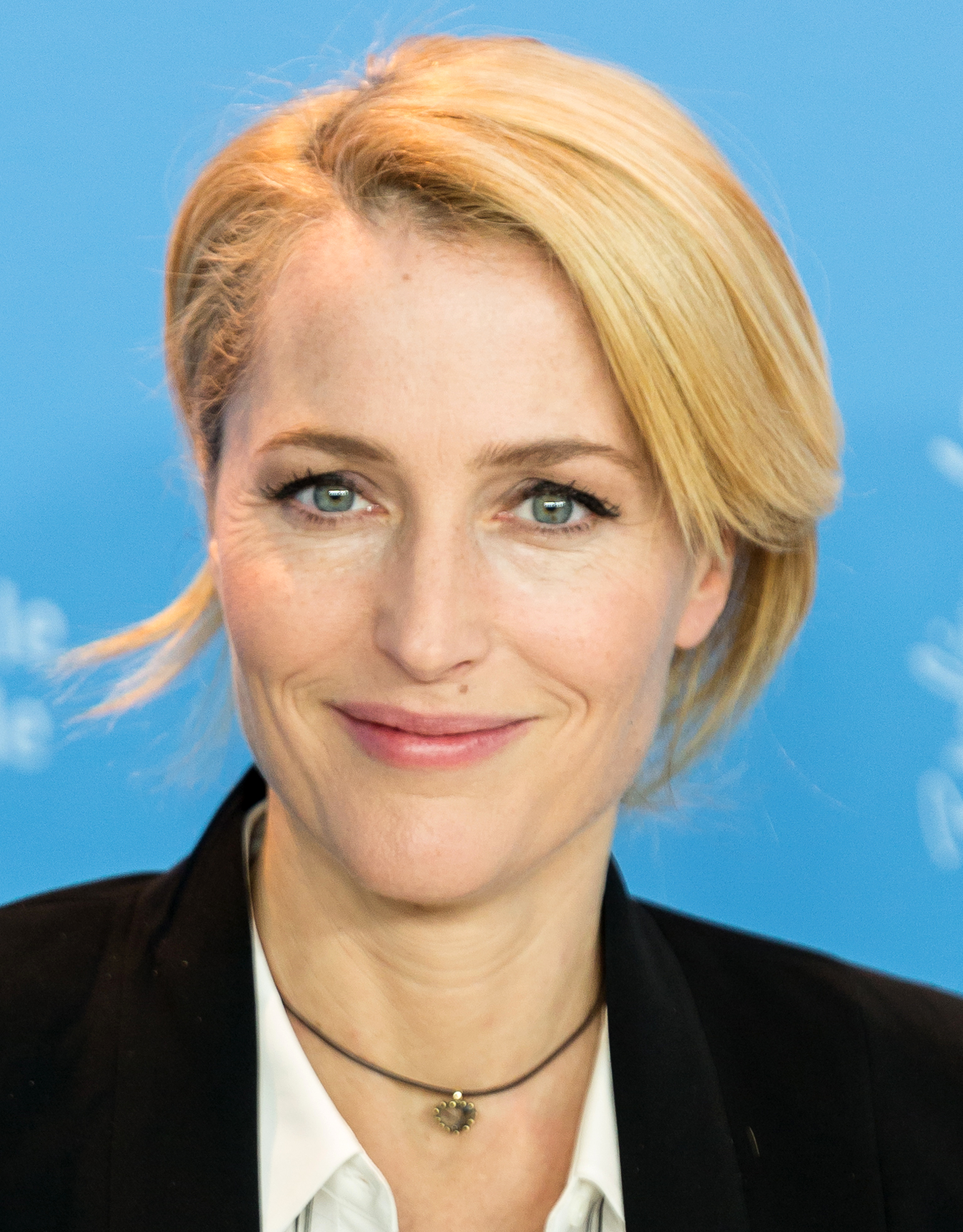

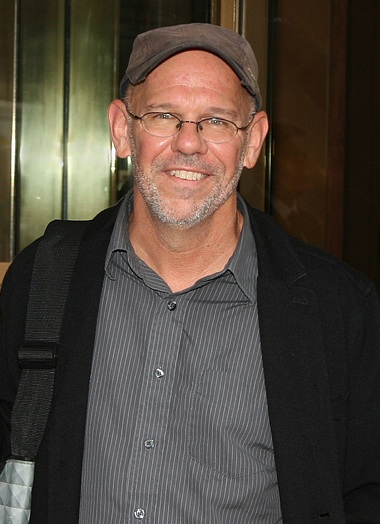

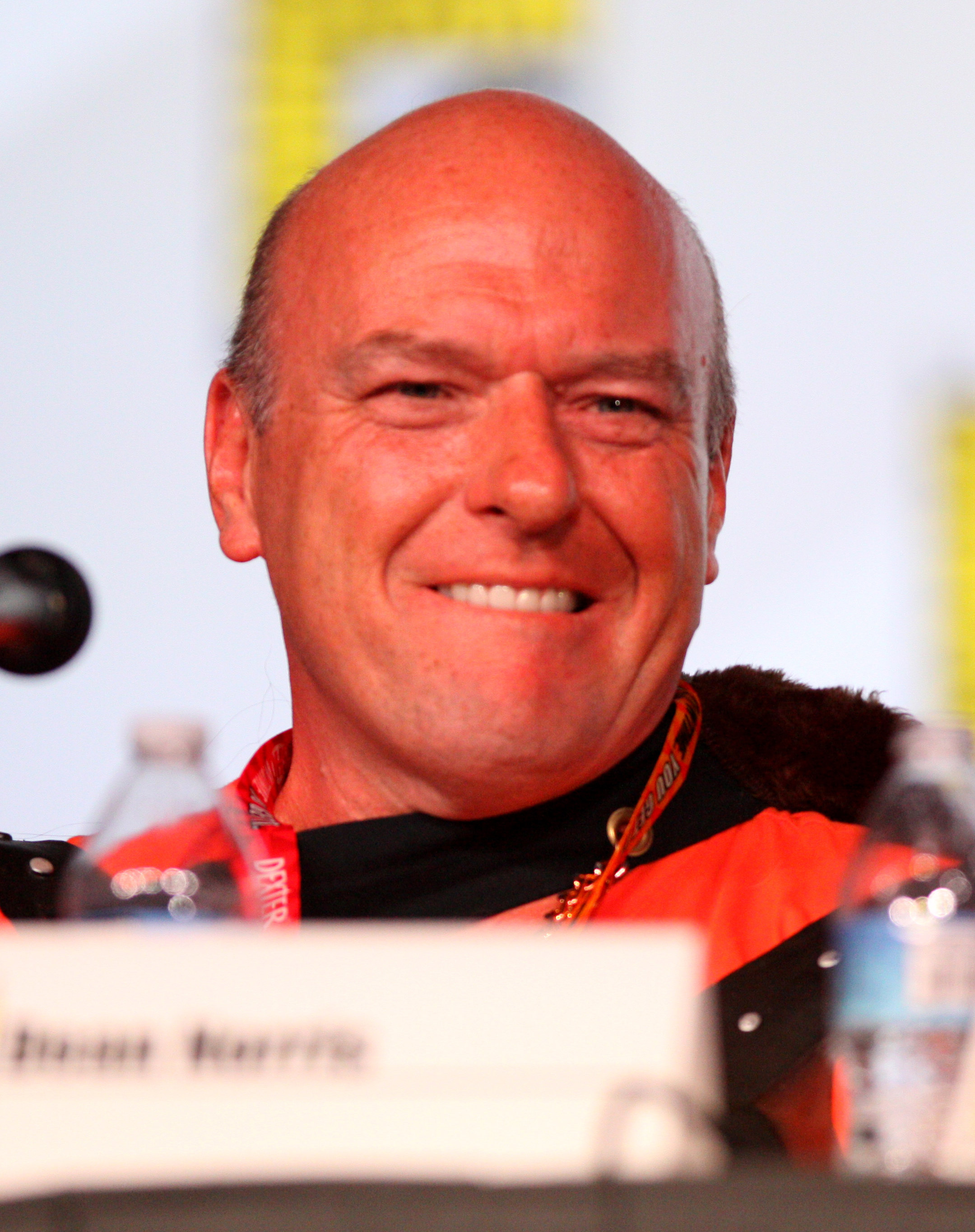

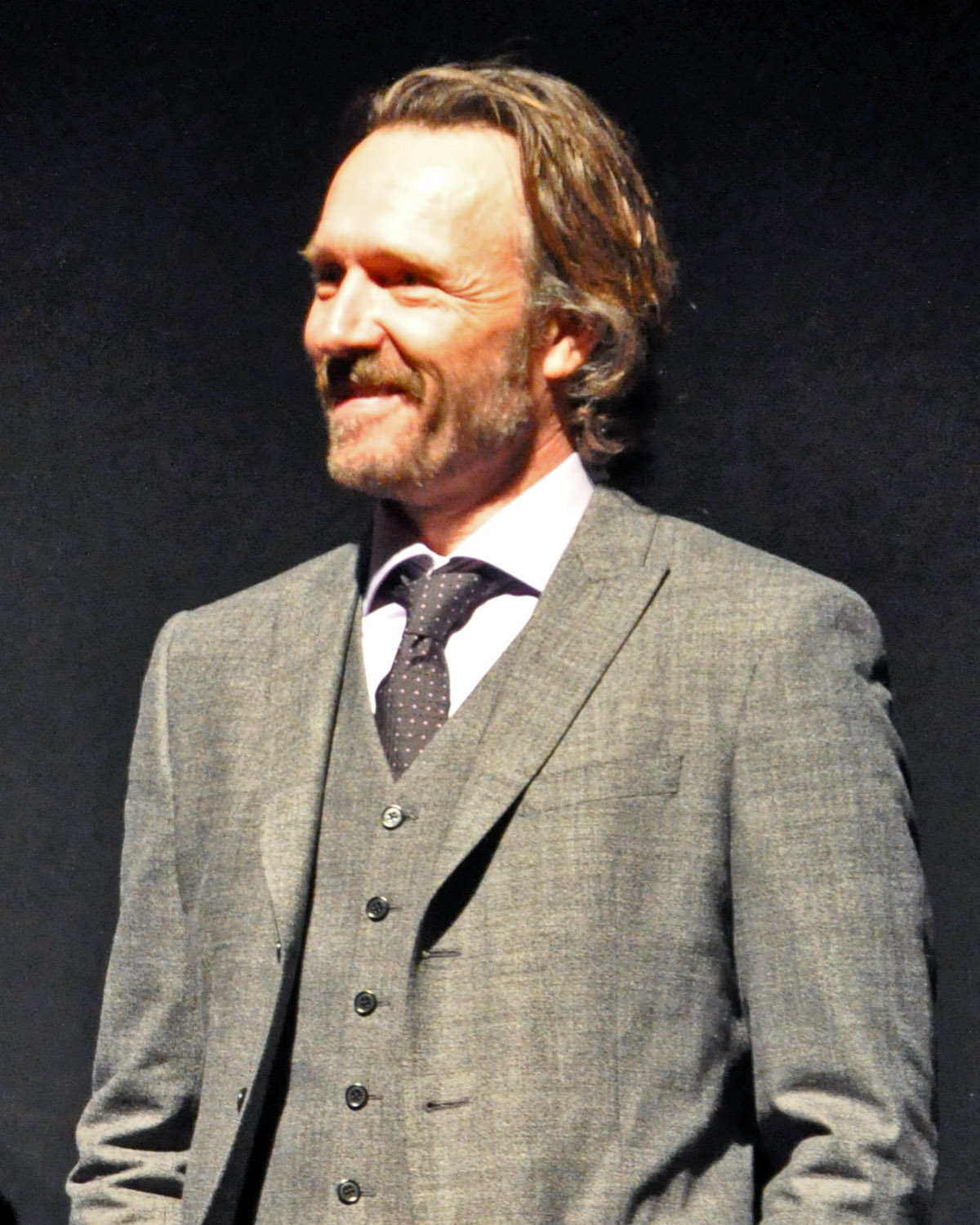

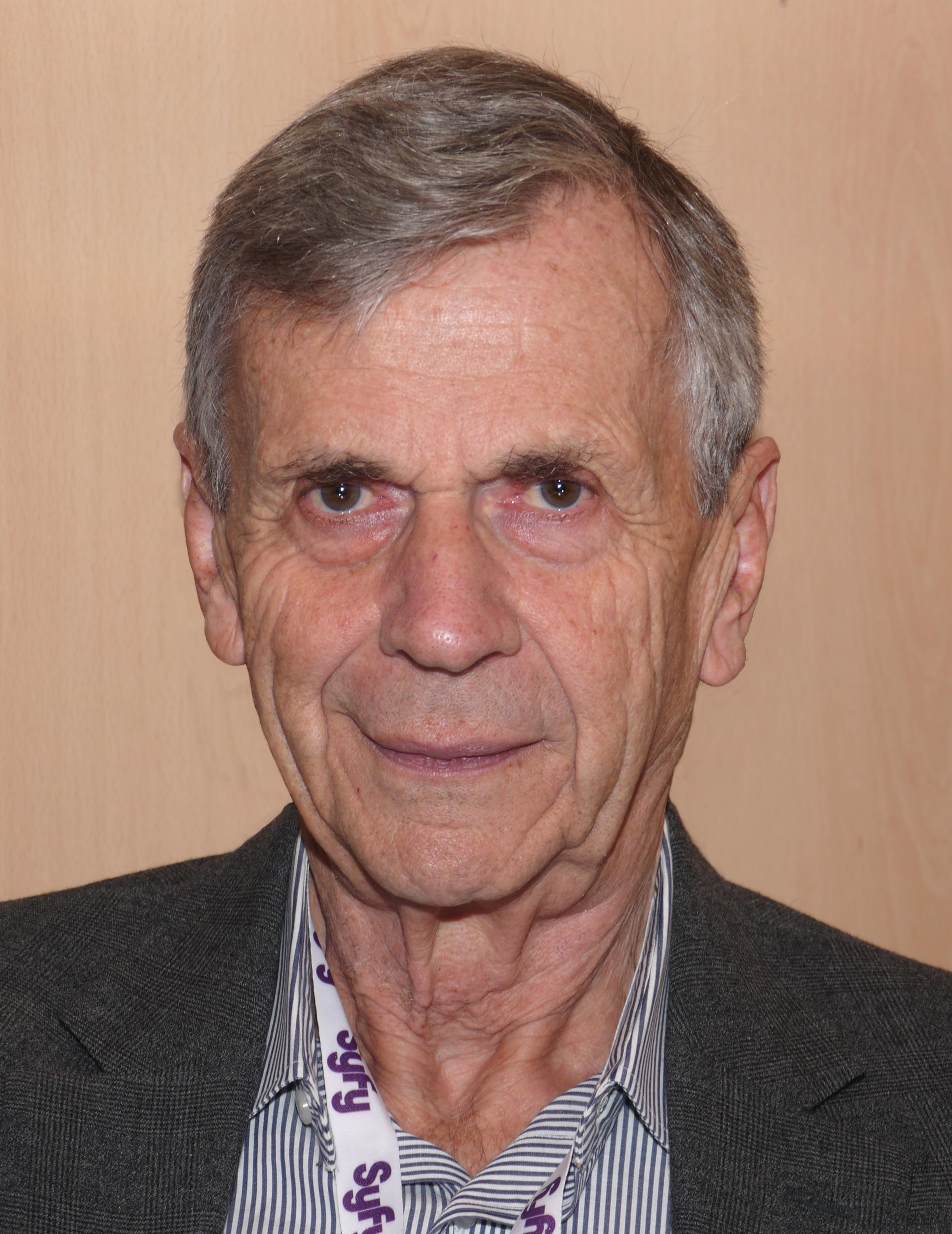

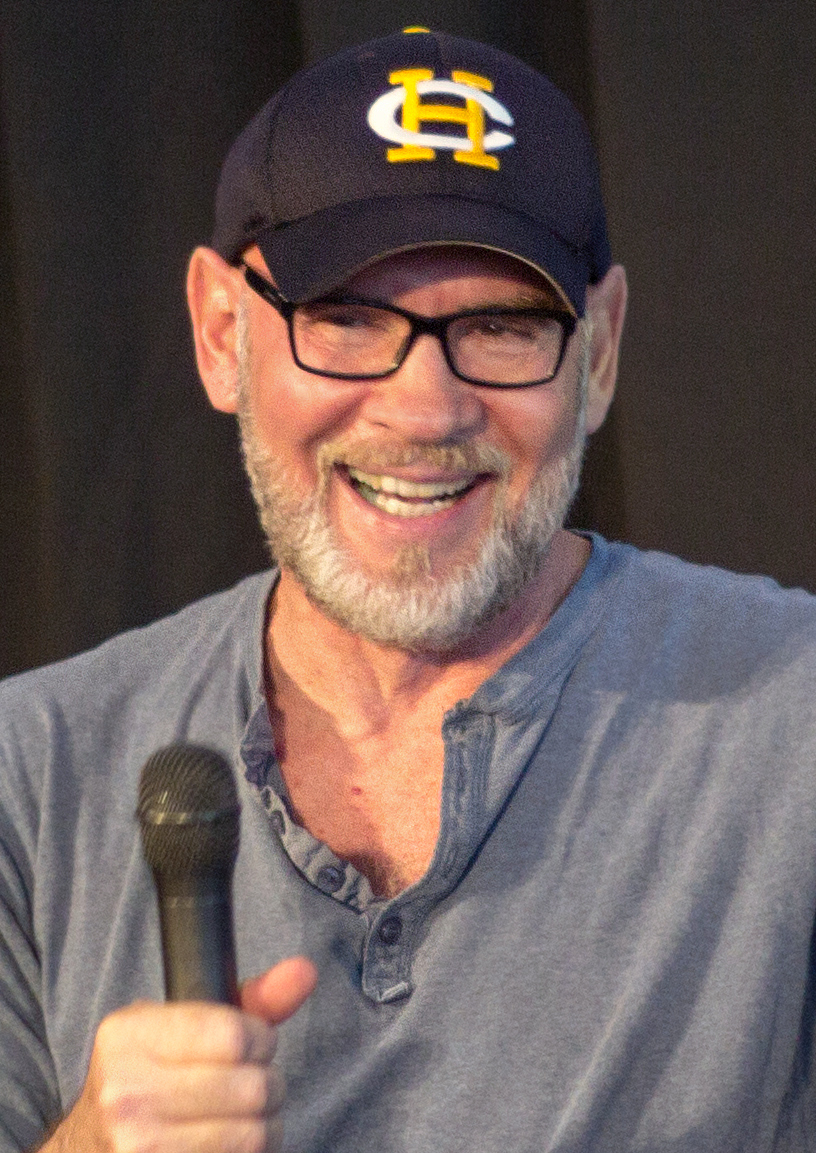

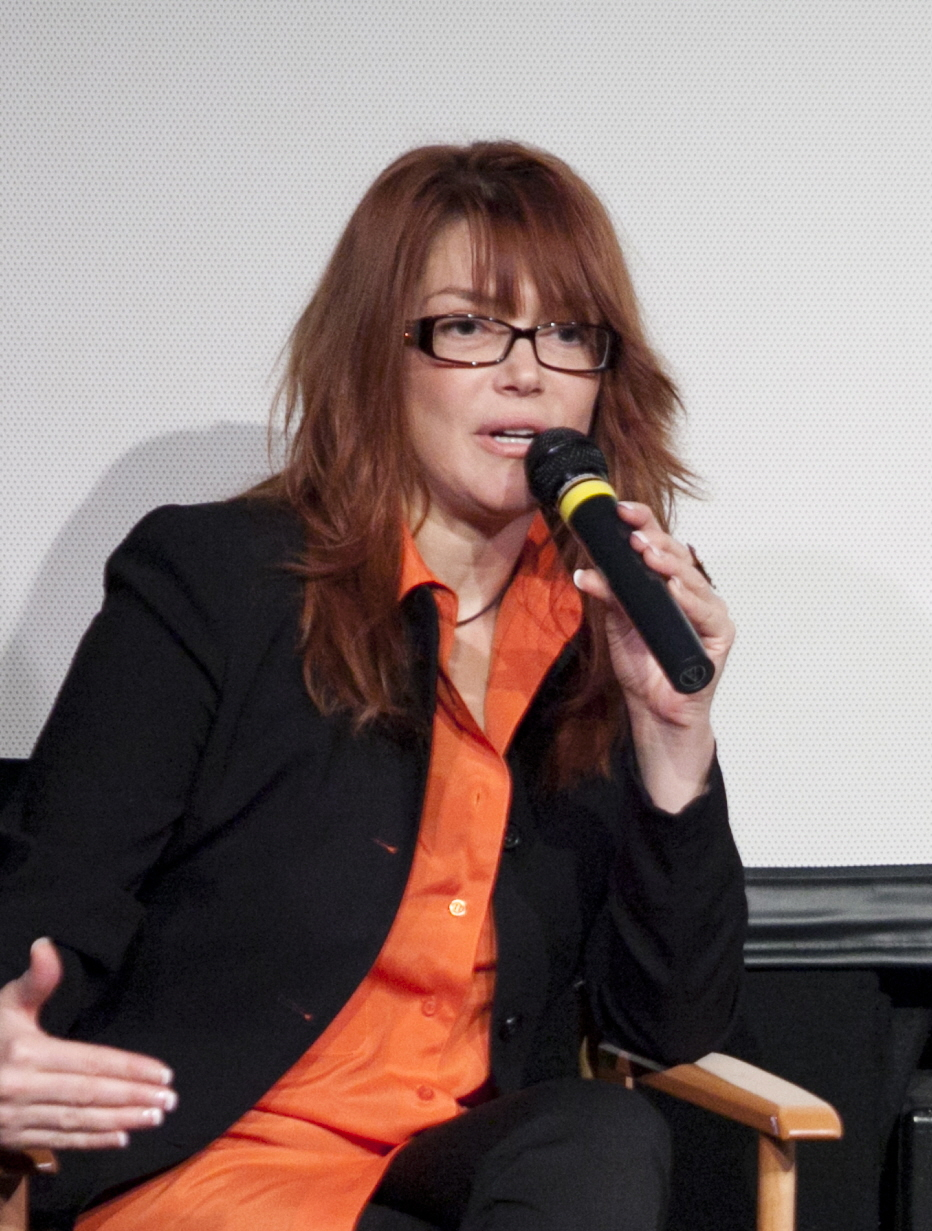

Ф. Емаскулата (англ. F. Emasculata) — двадцять друга частина другого сезону серіалу «Цілком таємно» («Секретні матеріали»).

## Зміст
У тропічному лісі Гуанакасте Коста-Рики ентомолог Роберт Торенс наштовхується на тушу кабана, покриту темно-фіолетовими пустулами. Торенс витягує чорного жука з однієї із пустул, гноячок лопається, обприскуючи його рідиною. Пізньої ночі ледь живий Торенс, весь покритий наривами, викликає по рації підмогу. Коли наступного ранку група солдатів прибуває, Торенс вже мертвий.
У Камберлендському виправному закладі округу Динвідді (штат Вірджинія) ув'язнений на ймення Роберт Торенс отримує пакунок, що містить вкритий гнояками шматок м'яса. Він заражається і помирає через півтори доби. Лазарет переповнений, там ставлять додаткові ліжка. Двоє ув'язнених — Пол і Стів, рятуються втечею у візку з речами для прання, яке ніби везуть спалювати з камери Торенса. Малдер та Скаллі за наказом Скіннера вирушають допомогти маршалам знайти втікачів. Агенти відзначають, що ФБР зазвичай не розслідує тюремні втечі і їм стає підозрілим, як в'язниця під карантином опиняється під контролем Центру з контролю та профілактики захворювань і Національної гвардії. Малдер приєднується до маршалів для полювання на втікачів, а Скаллі залишається в тюрмі, щоб розслідувати ситуацію. Тим часом втікачі вбивають чоловіка та крадуть сімейний фургон.
Скаллі дізнається, що відбуваючі покарання, які перебувають в режимі карантину, заражені надзвичайно смертельним вірусом (померло 10 з 14 інфікованих). Тим часом у одного з втікачів на АЗС проявляються симптоми захворювання. Інший утікач б'є працівника станції, той падає без свідомості. Пол намагається прорватися до своєї подруги та дитини. Скаллі знаходить в котельні тюрми купу трупів в пакетах для спалюваних тіл. Скаллі розрізає пакет тіла Торенса і оглядає його труп, але доктор Осборн, член команди CDC, намагається її зупинити. На тілі Торенса вибухає пустула на тілі, що змушує присутніх тікати з кімнати. Скаллі дзвонить Малдеру після того, як маршали прибули на АЗС, сказавши йому, що зараза може поширитися на населення, якщо втікачі не будуть схоплені. На місце події приїжджає група з біологічної небезпеки, насильно забираючи працівника заправки у вертоліт. Малдер дізнається куди дзвонив втікач.
Втікачі прибувають до будинку Елізабет, Стів перебуває в агонії на пізній стадії зараження. Скаллі розпрацьовує напрямок про пакунок в'язню — його надіслала «Pinck Pharmaceuticals». Дейна знаходить в одному з трупів комаху. Одна із пустул Стіва проривється Елізабет в обличчя, Стів помирає. У цей момент Малдер і маршали вторгаються в будинок і заарештувують її, але Пол зникає. Співробітник карантину пояснює Скаллі, що він інфікований та розповідає про причетність фармацевтичної фірми. Він вказує на життєвий цикл комахи Fasifaga Emasculata та висловлює припущення що Скаллі інфікована.
Перебуваючи під вартою в поліції, Елізабет каже Малдеру, що пізніше того вечора Пол планує втекти в Торонто автобусом. Тим часом Скаллі відслідковує пакет Торренса до «Pinck Pharmaceuticals», головного розробника ліків. Також вона виявляє комаху в тілі іншого в'язня. Доктор Осборн, який заразився, повідомляє, що його команда працює на фармацевтичну компанію і досліджує продукований комахою фермент. Однак комаха має життєвий цикл паразитів, який вбиває своїх господарів. Осборн стверджує, що комаха та її зараза були навмисно завезені в тюрму як експеримент. Він каже Скаллі, що оскільки вона була поруч із ним, коли він заразився, вона, можливо, також заразилася.
Малдер йде до Скіннера та повідомляє, що їх імовірно ввели у оману або обдурили, не повідомивши про зараження. Малдер сперечається з Курцем в кабінеті Скіннера та стверджує, що його та Скаллі обдурили у справі — не повідомивши про зараження. Малдер переконаний, що громадськість повинна знати правду про дії фармкомпанії. Курець заперечує, що суспільне пізнання істини створить масову паніку і принесе більше шкоди, ніж користі. Фокс намагається апелювати до Скаллі, але вона погоджується, що викриття може спричинити смертельну істерику.
«Pinck Pharmaceuticals» намагається зам'яти справу, запроваджується загальний карантин, вводяться підрозділи Національної гвардії. Лікар проводить Скаллі тест на зараження, прикріпляючи комаху до її руки.
Малдер допитує Елізабет, вона повідомляє про його наміри. Малдер та маршали відслідковують Пола до автовокзалу, де він сідає на автобус, що прямує до Торонто. Під час тесту з Скаллі заражений лікар падає та просить Дейну завершити тест й повідомити громадськість. Скаллі досліджує свою кров під мікроскопом; тим часом лікар зникає. Тіло доктора Озборна кремують.
Озброєні маршали оточують автобус, Малдер сідає в нього і намагається домовитися з Полом, який взяв у заручники хлопчика. Скаллі повідомляє Фоксу що у в'язниці всі докази знищено. Малдер переконує Пола відпустити хлопчика та змушує інших пасажирів евакуюватися з автобуса. Малдер намагається переконати Пола повідомити про вміст пакету Торранса, але маршали Пола вбивають, перш ніж він зміг це зробити. Автобус зачищає служба знезараження.
Малдер і Скаллі пояснюють суть справи Скіннеру, повідомляючи йому, що «Pinck Pharmaceuticals» навмисно відправила пакунок «неправильному» Роберту Торенсу, а не лише експериментувала на ув'язнених, але так, щоб їх залучення можна було викликати простою поштовою помилкою та розслідування агентів можна було б дискредитувати. Скіннер попереджає Малдера:
Стережіться. Це тільки початок.

## Знімались
| Актор                | Роль               |
| -------------------- | ------------------ |
| Девід Духовни        | Фокс Малдер        |
| Джилліан Андерсон    | Дейна Скаллі       |
| Чарльз Мартін Сміт   | доктор Осборн      |
| Дін Норріс           | Маршал Тапія       |
| Джон Пайпер-Фергюсон | Пол                |
| Вільям Брюс Девіс    | Курець             |
| Мітч Піледжі         | Волтер Скіннер     |
| Моріс Панич          | Ауербах            |
| Лінда Бойд           | Елізабет           |
| Алвін Сандерс        | водій автобуса     |
| Майлс Фергюсон       | хлопець в автобусі |

## Демонстрація та рецензії
Епізод транслювався у США в мережі «Фокс» 28 квітня 1995 року та у Великій Британії на «BBC One» 6 лютого 1996 року. Епізод отримав рейтинг Нільсена 8,9, з часткою 16 — приблизно 8,9 відсотка всіх телевізійних мереж та 16 відсотків домогосподарств, які переглядають телевізор, були налаштовані на епізод.